# 河濱郡
河濱郡，中国南北朝时设置的郡。
北周置河濱郡，治所在今甘肃碌曲县西南，下辖诸县不详，隶属于弘州，隋文帝开皇三年（583年）废河濱郡，所属地区直属弘州。